# Veli Nieminen
Heikki Veli Nieminen (Tyrväntö, 1º febbraio 1886 – Hämeenlinna, 1º aprile 1936) è stato un ginnasta e tiratore a segno finlandese.
Ha partecipato ai giochi olimpici di Londra del 1908, vincendo una medaglia di bronzo nel concorso a squadre della ginnastica.
Passato alla pratica del tiro a segno, ha partecipato anche all'edizione di Anversa del 1920 nel tiro, nelle seguenti gare:
Fucile 300 m 3 posizioni
Fucile 300 m 3 posizioni a squadre: 4º
Fucile militare 300 m seduti a squadre: 3º
Fucile militare 600 m seduti a squadre: 8º
Fucile militare 300 m + 600 m seduti a squadre: 10º
Fossa olimpionica
Nella edizione dei giochi olimpici di Parigi del 1924 ha partecipato nel tiro, nelle seguenti gare:
Fucile 600 m seduti: 31º
Fucile 400 m, 600 m e 800 m a squadre: 5º

## Palmarès
In carriera ha conseguito i seguenti risultati:
- Giochi olimpici

Londra 1908: bronzo nella ginnastica a squadre.
Anversa 1920: bronzo nel fucile militare 300m seduti a squadre.